# Industriområde

Industriområde (vägskylt)

Ett industriområde är ett område avsett för etablering av industrier, partihandel och andra företag utan direkt kontakt med konsumenter. Försäljning direkt till kund brukar tillåtas endast beträffande större produkter. I ett industriområde kan även finnas avfallshantering, serviceverkstäder, eller andra verksamheter som inte låter sig blandas med bostäder.
Industriområden anordnas oftast i utkanten av tätorterna och hålls i modern stadsplanering i görligaste mån skilda från bostadsområdena. Sedan ett antal år tillbaka har man på vissa platser experimenterat med att åter blanda vissa typer av främst lättare industri med bostadsområdena, ungefär som man gjorde fram till början av 1900-talet då bostäderna ofta anlades så nära fabrikerna som möjligt. Framförallt vill man minska reseavstånden mellan hem - industri för att minska på transportväsendets miljöbelastningar som de medför samhället.